# عيال الذيب (مسلسل)
عيال الذيب مسلسل قطري تراثي يتكون من 24 حلقة.

## فريق العمل

### بطولة
- حياة الفهد
- خالد النفيسي
- سعاد عبد الله
- علي حسن
- عبد العزيز جاسم
- ناصر عبد الرضا
- عبير أحمد
- جاسم الانصاري
- عبد الله عبد العزيز
- غازي حسين
- علي سلطان
- سعاد علي
- هلال محمد
- فخرية خميس
- فاطمة الحوسني
- حسن إبراهيم
- جبر الفياض
- حنان المري
- حمد عبد الرضا
- إيمان القصيبي
- عبد الله احمد
- هيفاء حسين
- احمد عبد الله
- اميرة محمد
- صفوت الغشم
- وليد القايد
- فهد الباكر
- علي سيف
- سالم المنصوري
- احمد عفيف
- مريم قبيلي
- نافذ السيد

الأطفال:
- طلال سعد بورشيد
- جاسم عبدالعزيز
- علي عبدالكريم
- عامر عبدالغفور
- عمر عبدالحميد
- علي حسن خلف

- تأليف وأشعار: أحمد بن راشد المسند
- السيناريو والمعالجة الدرامية: جميل عواد
- إخراج: أحمد دعيبس
- المخرجان المنفذان:
- فايز دعيبس
- شعلان الدباس

أشرف على الإنتاج:
- سعد بورشيد

اشرف على اللهجة:
- أحمد بن راشد المسند
- حسن بن أحمد المهندي

مصمم المعارك:
- عارف الطويل

- تم تصوير المسلسل في منطقة بروق غرب دولة قطر

في قرية انشئت خصيصا لتصوير المسلسل.
سنة الإنتاج: 2000